# Xylitvergiftung

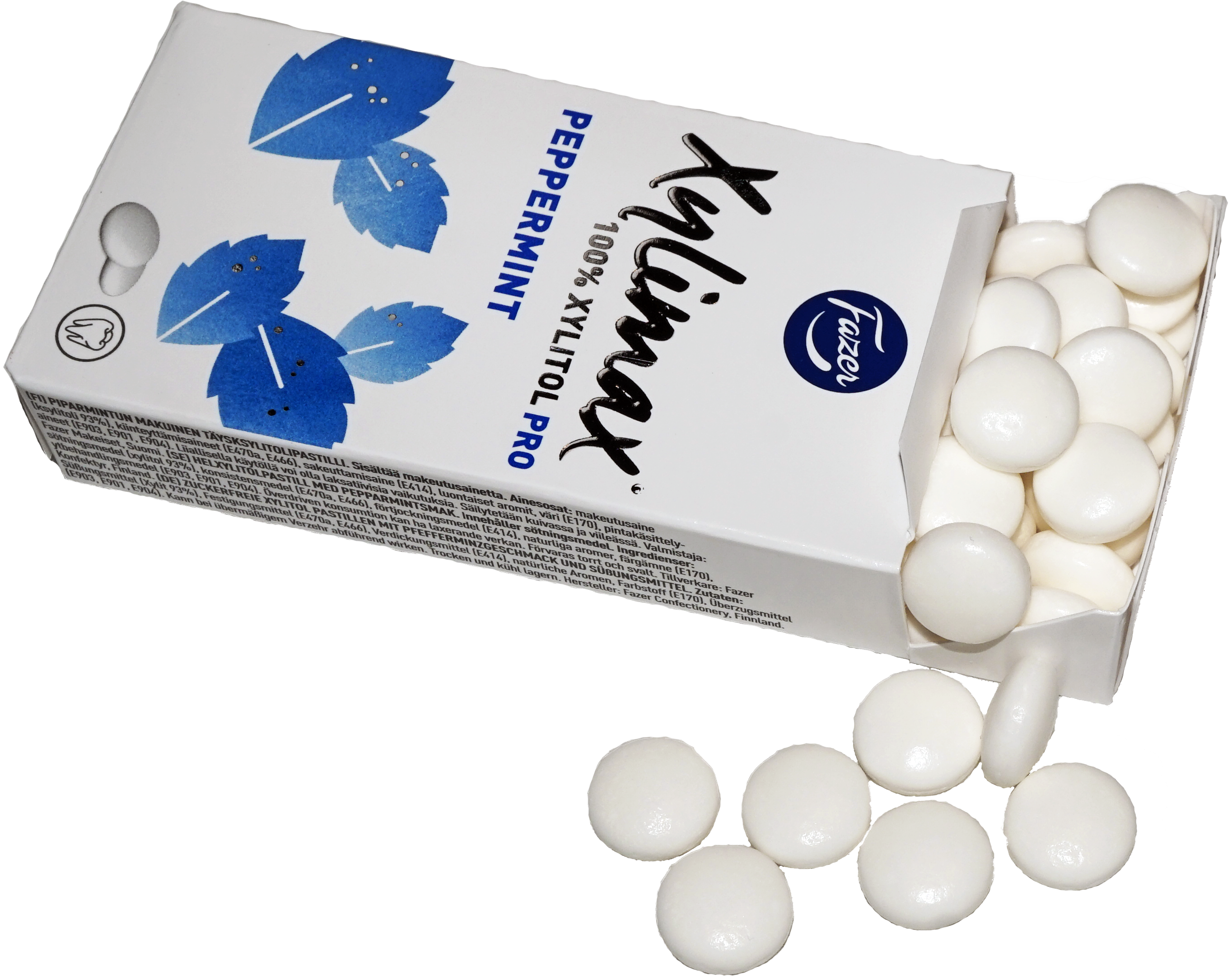
Xylithaltige Pfefferminzpastillen

Die Xylitvergiftung – eine schwere Gesundheitsstörung durch Aufnahme des Zuckerersatzstoffes Xylit (Xylitol, „Birkenzucker“, E 967) – ist eine bei einigen Tierarten vorkommende Intoxikation. Insbesondere Hunde sind dafür anfällig. Während der Zuckeralkohol Xylit beim Menschen nur eine langsame und geringe Ausschüttung von Insulin hervorruft, weshalb er häufig in Produkten für Diabetiker eingesetzt wird, löst er bei einigen Säugetieren wie Hund, Rind, Ziege und Kaninchen eine sehr starke Insulinausschüttung aus. Sie kann beim Hund nach Gabe von Xylit bis zu siebenmal so groß sein wie nach Gabe von gleich viel Traubenzucker. Dadurch kommt es zu einem lebensbedrohlichen Abfall des Blutzuckerspiegels (Hypoglykämie) und zu einer Leberschädigung.
Bei Hunden wirkt bereits eine Dosis von 0,1 g pro kg Körpermasse toxisch, in einer größeren retrospektiven Studie blieben Hunde mit einer Xylitaufnahme unter 0,3 g pro kg Körpermasse ohne klinische Symptome. Die letale Dosis wird ab ca. 3–4 g Xylit pro kg Körpergewicht erreicht. Der Verzehr einer Tüte xylithaltiger Bonbons (sie enthalten meist über 90 % Xylit) kann selbst für einen großen Hund tödlich sein, wenn das Tier nicht schnellstmöglich intensivmedizinisch betreut wird.
Klinisch tritt bei einer Xylitvergiftung vor allem Erbrechen auf, seltener kommen auch Abgeschlagenheit, Durchfall und Krämpfe vor. Labordiagnostisch sind eine Unterzuckerung und ein Anstieg des Bilirubins und der ALT typisch. Bei hohen Xylitdosen kann es zum akuten Leberversagen kommen. Dann können auch Blutungen infolge von Gerinnungsstörungen auftreten.
Eine Dekontamination ist schwierig, da Xylit sehr schnell aufgenommen wird. Das Auslösen von Erbrechen mit Apomorphin ist daher nur in einem kurzen Zeitfenster erfolgversprechend. Bei experimenteller Xylitgabe kam es schon nach 20 Minuten zu einem Insulinanstieg, das Maximum trat 40 Minuten nach Aufnahme auf, der Blutzuckerspiegel fiel schon nach 30 Minuten ab. Aktivkohle bindet Xylit nur ungenügend, so dass ihr Einsatz nicht empfohlen wird. Betroffene Tiere erhalten zumeist eine intravenöse Flüssigkeitstherapie mit Glucose-haltigen Lösungen. Die Patienten sollten stationär beobachtet werden, bis der Blutzuckerspiegel ohne therapeutische Maßnahmen über 30 Stunden im Normalbereich liegt. Bei geringer Xylitaufnahme ist die Prognose gut.